# 小行星9423
小行星9423（9423 Abt）是一颗绕太阳运转的小行星，为主小行星带小行星。该小行星于1996年1月12日发现。

## 轨道参数
小行星9423的轨道半长轴为2.6937826 UA，离心率为0.0987945。